# دختر جسور و مرد انتقامجو
دختر جسور و مرد انتقامجو با عنوان ترکی Can Pazarı فیلمی به کارگردانی اورهان اِلماس محصول سال ۱۳۵۵ خورشیدی است. این فیلم به صورت رنگی استیمن‌کالر با تهیه کنندگی جمشید شیبانی و برکر اینان اوغلو محصول سازمان سینمائی تصاویر (مشترک ایران و ترکیه) است.

## نمایش فیلم
فیلم Can Pazarı با عنوان فارسی دختر جسور و مرد انتقامجو برای بار نخست در تاریخ چهارشنبه ۳۰ تیر سال ۱۳۵۵ در ۱۲ سینما در تهران شامل سینماهای نیاگارا، اروپا، میامی، مولن‌روژ، سیلوانا، الوند، کیهان، مارلیک، اورانوس، شهرام، شرق و آستارا به نمایش درآمد .

## بازیگران
- پوری بنابی
- قادر (کادیر) اینانیر
- علی میری
- سمیرا اکان